# Aeroportul Sonari
Aeroportul Sonari (IATA: IXW, ICAO: VEJS) este un aeroport din Jamshedpur⁠(d), East Singhbhum district⁠(d), Kolhan division⁠(d), Jharkhand, India ce deservește zona Jamshedpur⁠(d). Aeroportul a fost tranzitat în noiembrie 2022 de 328 de pasageri.
Situat la o altitudine de 146 m, aeroportul dispune de o singură pistă.